# Circo romano de Tarraco

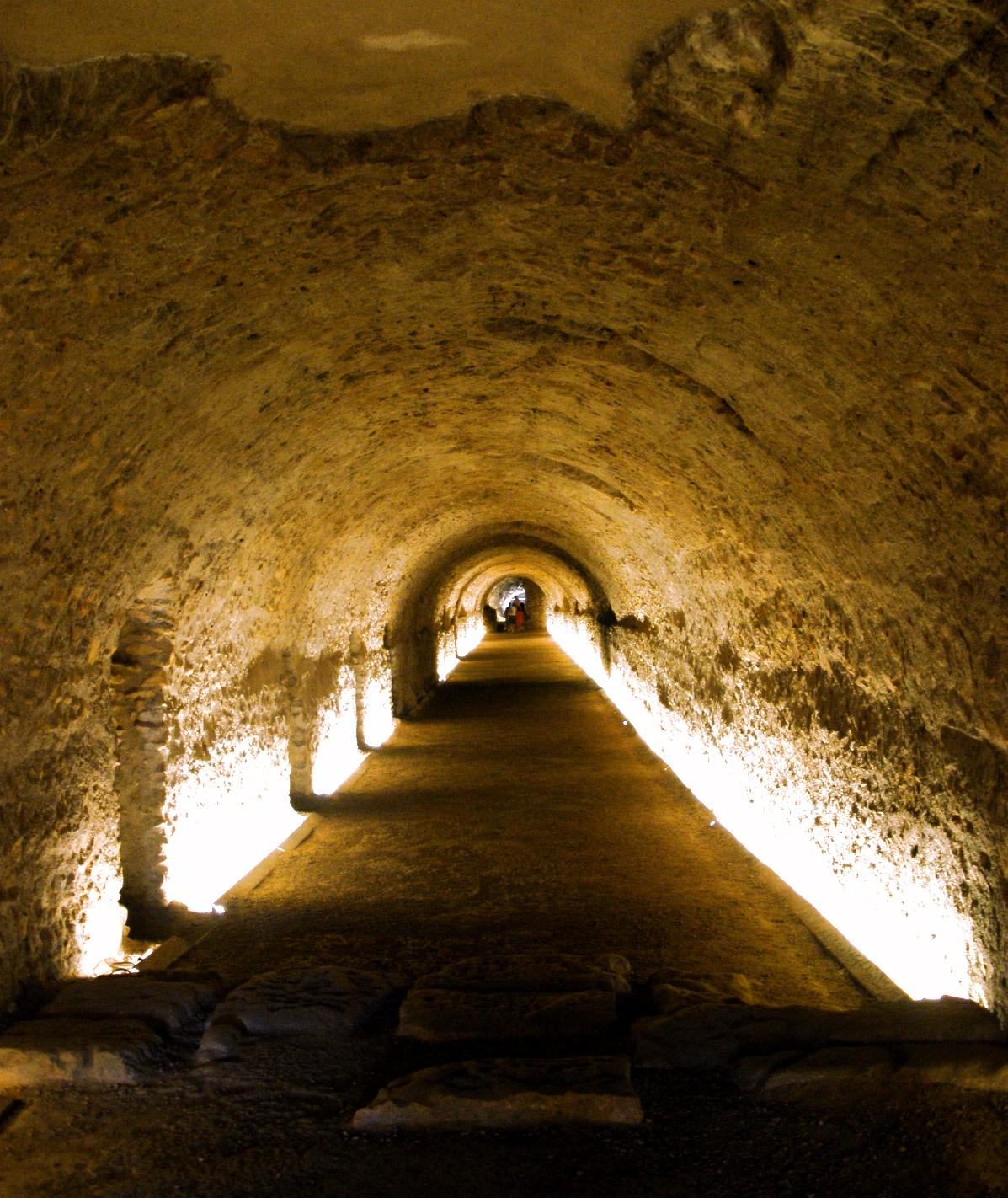
Una de las vueltas interiores.

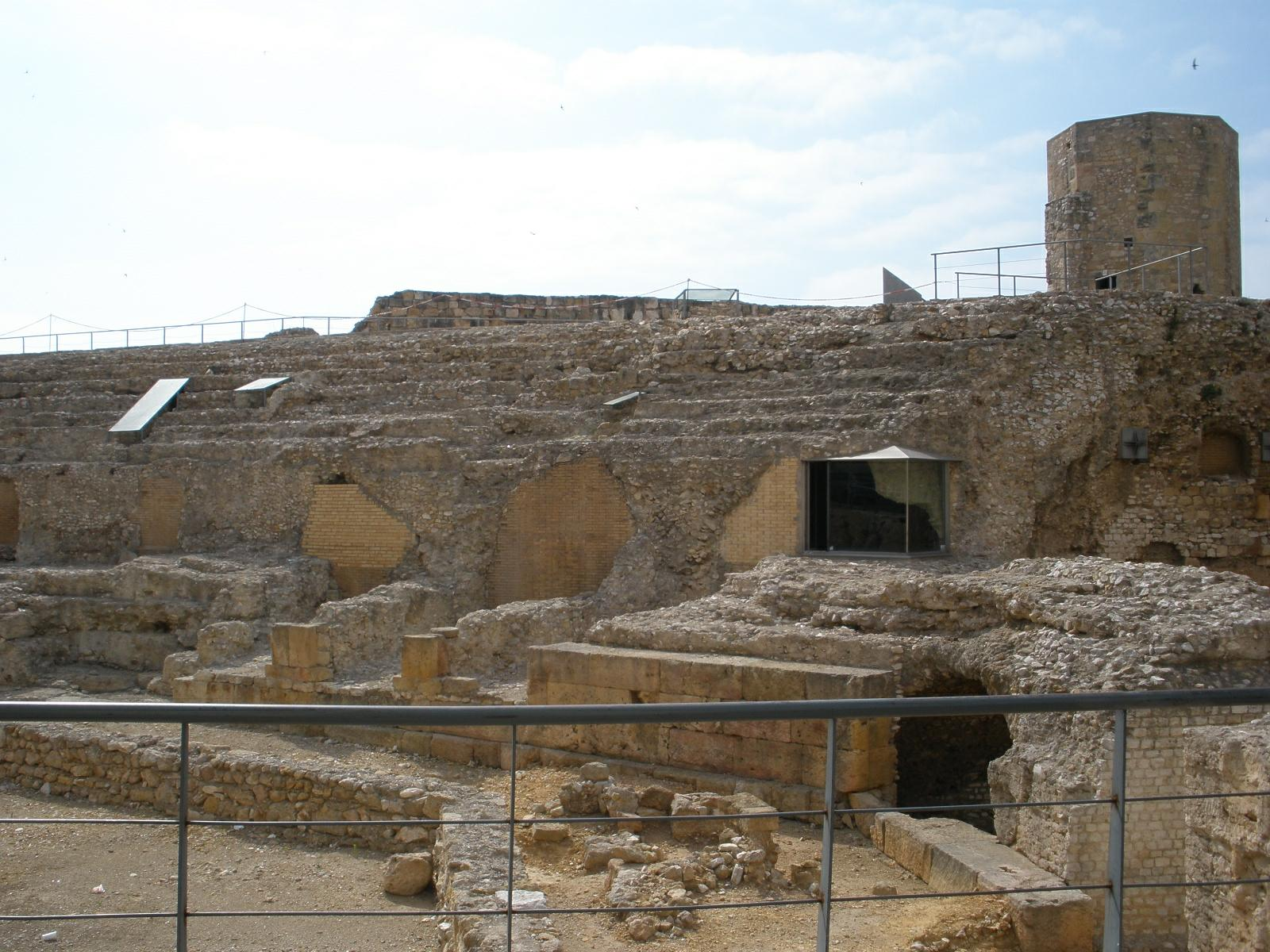
Cabecera oriental.

El circo romano de Tarraco es un edificio romano conservado en la actual Tarragona (España). Se construyó impulsado políticamente por el Concilium provinciae Hispaniae citerioris, reunión anual de los representantes de la provincia Citerior, y se ubicó muy cerca del Fórum Provincial de Tarraco, dentro del recinto amurallado en la terraza inferior de la Parte Alta de la ciudad de Tarraco, capital de la provincia Hispania Citerior Tarraconensis. Es una de las localizaciones del Lugar Patrimonio de la Humanidad de la Unesco denominado «Conjunto arqueológico de Tarraco», en concreto identificado con el código 875-004.

## Historia
Fue construido a finales del siglo I d. C. por el mandato del emperador romano Domiciano. En él se celebraban los ludi circenses, fundamentalmente carreras de caballos. El circo se mantuvo en uso hasta mediados del siglo V, momento en que la arena y las bóvedas perimetrales fueron trasformadas en nuevos espacios residenciales porque la ciudad se redujo de tamaño y se concentró en la "parte alta" debido a la creciente inestabilidad del Imperio romano, ocupando las antiguas instalaciones del foro provincial y del circo.
Posteriormente las estructuras originales fueron aprovechadas como soporte para las nuevas construcciones, de manera que el circo acabó por incrustarse en el mismo centro urbano de Tarragona, lo que curiosamente facilitó que sea probablemente el mejor conservado del mundo.
Se conserva y es visitable la parte de la cabecera oriental, donde se sitúa la porta triunfalis y buena parte del graderío. Además, son visitables varias de las vueltas interiores del circo, que aguantaban el graderío superior, cuya dimensión conservada es también un récord sobre los demás circos romanos conservados. Estas vueltas se adentran en muchos casos en las entrañas del casco antiguo.

## Uso del circo
- Carreras de cuadriga (carros tirados con cuatro caballos) y bigas (con dos caballos) conducidos por los áurigas.
- Ludi circenses (Juegos del circo).
- Juegos teatrales.

## Características técnicas
Aforo: 23.000 personas.
Forma arquitectónica: forma alargada con remate circular en uno de los lados.
Medidas: 328 metros de largo y unos 96 de ancho.
Estructura con bóvedas estructurales que hacían la función de graderío y de sillares en el pódium, las escaleras y la fachada.
Estancias y partes del circo:
Podium  (escenario) 
Carceres (estancias con salidas hacia la arena usadas por los carros)
Spina  (división longitudinal con mármol y mosaicos de la arena)
Porta Triunphalis (puerta principal)
Porta Livitensis (puerta para la salida de los heridos)
Pulvinar (tribuna presidencial)
Caveae (hileras de asientos)